# Sebat
Sebat va ser una princesa egípcia, filla d'un rei de la dinastia XII. El seu únic títol conegut és "Filla del Rei del seu cos". Es creu que era filla de Senusret I i de Neferu III.
Fins ara només ha estat testimoniada a la llosa posterior de la base d'una estàtua trobada a Serabit el-Khadim, al Sinaí. Aquelles estàtues s'ha perdut però se sap que representaven uns falcó, el rei Amenemhet I i el rei Senusret I. La inscripció esmenta a la part superior Amenemhet II i en un registre inferior Senusret I, la filla del rei Sebat, l'esposa del rei Neferu, Amenemhet I i de nou Senusret I.
Segons es desprèn d'aquesta inscripció es podria deduir que Sebat era filla de Senusret I i de Neferu, i que era germana d'Amenemhet II i del príncep Amenemhatankh.